# Club de Fútbol Gandía
Il Club de Fútbol Gandía è una società calcistica con sede a Gandia, nella Comunità Valenzana, in Spagna. 
Gioca nella Segunda División B, la terza serie del campionato spagnolo.
Fondata nel 1947, gioca le partite interne nello stadio Guillermo Olagüe, con capienza di 6.000 posti.

## Tornei nazionali
- 2ª División: 0 stagioni
- 2ª División B: 12 stagioni
- 3ª División: 42 stagioni

## Stagioni
| Stagione | Categoria | Posizione |
| -------- | --------- | --------- |
| 1953/54  | 3ª        | 6°        |
| 1954/55  | 3ª        | 4°        |
| 1955/56  | 3ª        | 3°        |
| 1956/57  | 3ª        | 2°        |
| 1957/58  | 3ª        | 3°        |
| 1958/59  | 3ª        | 4°        |
| 1959/60  | 3ª        | 3°        |
| 1960/61  | 3ª        | 5°        |
| 1961/62  | 3ª        | 1°        |
| 1962/63  | 3ª        | 5°        |
| 1963/64  | 3ª        | 6°        |
| 1964/65  | 3ª        | 2°        |
| 1965/66  | 3ª        | 3°        |
| 1966/67  | 3ª        | 3°        |
| 1967/68  | 3ª        | 2°        |
| 1968/69  | 3ª        | 4°        |
| 1969/70  | 3ª        | 2°        |
| 1970/71  | 3ª        | 8°        |

| Stagione | Categoria | Posizione |
| -------- | --------- | --------- |
| 1971/72  | 3ª        | 20°       |
| 1972/73  | Cat. Reg. | —         |
| 1973/74  | 3ª        | 17°       |
| 1974/75  | Cat. Reg. | —         |
| 1975/76  | 3ª        | 8°        |
| 1976/77  | 3ª        | 18°       |
| 1977/78  | 3ª        | 7°        |
| 1978/79  | 3ª        | 3°        |
| 1979/80  | 3ª        | 7°        |
| 1980/81  | 3ª        | 6°        |
| 1981/82  | 3ª        | 6°        |
| 1982/83  | 3ª        | 3°        |
| 1983/84  | 3ª        | 5°        |
| 1984/85  | 3ª        | 5°        |
| 1985/86  | 3ª        | 2°        |
| 1986/87  | 2ªB       | 16°       |
| 1987/88  | 2ªB       | 8°        |
| 1988/89  | 2ªB       | 11°       |

| Stagione | Categoria | Posizione |
| -------- | --------- | --------- |
| 1989/90  | 2ªB       | 3°        |
| 1990/91  | 2ªB       | 9°        |
| 1991/92  | 2ªB       | 16°       |
| 1992/93  | 3ª        | 7°        |
| 1993/94  | 3ª        | 17°       |
| 1994/95  | 3ª        | 1°        |
| 1995/96  | 3ª        | 3°        |
| 1996/97  | 2ªB       | 15°       |
| 1997/98  | 2ªB       | 9°        |
| 1998/99  | 2ªB       | 11°       |
| 1999/00  | 2ªB       | 1°        |
| 2000/01  | 2ªB       | 19°       |
| 2001/02  | 3ª        | 12°       |
| 2002/03  | 3ª        | 10°       |

| Stagione | Categoria | Posizione |
| -------- | --------- | --------- |
| 2003/04  | 3ª        | 16°       |
| 2004/05  | 3ª        | 2°        |
| 2005/06  | 3ª        | 20°       |
| 2006/07  | Cat. reg. | 4°        |
| 2007/08  | Cat. reg. | 3°        |
| 2008/09  | 3ª        | 5°        |
| 2009/10  | 3ª        | 1°        |
| 2010/11  | 2ªB       | 14°       |
| 2011/12  | 2ªB       | —         |

## Palmarès

### Competizioni nazionali
- Segunda División B: 1

1999-2000
- Tercera División: 3

1961-1962, 1994-1995, 2009-2010

### Altri piazzamenti
- Segunda División B:

Terzo posto: 1989-1990 (gruppo IV)
- Tercera División:

Secondo posto: 1956-1957, 1964-1965, 1967-1968, 1969-1970, 1985-1986, 2004-2005
Terzo posto: 1955-1956, 1957-1958, 1959-1960, 1965-1966, 1966-1967, 1978-1979, 1982-1983, 1995-1996